# سيمينارا
هي بلدة تقع في مقاطعة ريدجو كالابريا في إيطاليا .

## السكان
في سنة 1861 بلغ عدد السكان 3٬954 نسمة، وتطور العدد ليصل في سنة 2011 لـ 2٬820 نسمة.
يظهر هذا المخطط البياني تطور النمو السكاني لـ سيمينارا